# Benton megye (Tennessee)
Benton megye az Amerikai Egyesült Államokban, azon belül Tennessee államban található. Megyeszékhelye és legnagyobb városa Camden. Lakosainak száma 15 864 fő (2020. április 1.). Benton megye Stewart, Decatur, Houston, Humphreys, Perry, Carroll és Henry megyékkel határos.

## Népesség
A megye népességének változása:
| Lakosok száma | 16 501 | 16 411 | 16 362 | 16 290 | 16 129 | 15 864 |
|               | 2010   | 2011   | 2012   | 2013   | 2015   | 2020   |